# Гронден, Марк-Андре
Марк-Андре Гронден (фр. Marc-André Grondin) — канадский актёр театра и кино. В 2009 году за фильм «Первый день оставшейся жизни» удостоен премии «Сезар» в номинации «самый многообещающий актёр».

## Биография
Марк-Андре Гронден родился в 1984 году в Монреале. Его отец — радиоведущий Квебека Денис Гронден. Мать имеет мексиканские корни. У Марка-Андре есть старший брат Матье Гронден. Актёрскую карьеру начал в три года в рекламе апельсинового сока. Дебют в кино состоялся рано: первую свою роль он сыграл в возрасте семи лет в фильме 1991 года «Неллиган» (Nelligan).
Международная известность к актёру пришла с ролью в картине «C.R.A.Z.Y.», где Марк-Андре играет молодого квебекского гомосексуала Захари Болье, сексуальная ориентация которого отвергается отцом — сторонником католицизма и традиционных ценностей. Эта роль раскрыла талант молодого актёра. За работу в этой картине он получил приз на кинофестивале в Ванкувере в номинации «Лучший актёр в канадском фильме» и премию «Jutra Awards» на кинофестивале в Монреале.
Роль Рафаэля Дюваля в драме «Первый день оставшейся жизни» (Le premier jour du reste de ta vie) принесла ему награду «Сезар». В 2010 году на экраны вышел фильм «Хамелеон», в котором Марк-Андре Гронден исполнил роль французского серийного самозванца и проходимца Фредерика Бурдена. Критики разошлись в своих оценках этой роли актёра, картина была ими встречена в основном холодно. Некоторые из них сочли образ Бурдена неубедительным, а игру Марка-Андре Грондена слабой. Другие же, наоборот, считали эту его актёрскую работу блестящей.

## Фильмография
| Год       |     | Русское название             | Оригинальное название              | Роль                      |
| --------- | --- | ---------------------------- | ---------------------------------- | ------------------------- |
| 2017      | ф   | Голодные Z                   | Les affamés                        | Бонен                     |
| 2017      | ф   | Вышибала 2                   | Goon: Last of the Enforcers        | Xavier LaFlamme           |
| 2015      | ф   | Чистота                      | Spotless                           | Жан Бастьер               |
| 2015      | ф   | Модная штучка                | After the ball                     | Дэниел                    |
| 2012      | ф   | Человек, который смеётся     | L'homme qui rit                    | Gwynplaine                |
| 2011      | ф   | Дело Дюмон                   | L'affaire Dumont                   | Мишель Дюмон              |
| 2011      | ф   | Чужое счастье                | Le bonheur des autres              |                           |
| 2011      | ф   | Вышибала                     | Goon                               | Ксавье Лефлемм            |
| 2011      | ф   | Майк                         | Mike                               | Майк                      |
| 2010      | кор |                              | Les lignes ennemies                |                           |
| 2010      | ф   | Не вызывающий подозрений     | Insoupçonnable                     | Сэм                       |
| 2010      | ф   | Хамелеон                     | The Chameleon                      | Фредерик Фортен / Николас |
| 2010      | ф   |                              | Bus Palladium                      | Лукас                     |
| 2009      | ф   | Дом на улице Вязов           | 5150, Rue des Ormes                | Янник                     |
| 2008      | ф   | Прощальный букет             | Bouquet final                      | Габриэль                  |
| 2008      | ф   | Первый день оставшейся жизни | Le premier jour du reste de ta vie | Рафаэль Дюваль            |
| 2008      | ф   | Че: Часть вторая             | Che: Part Two                      | Régis Debray              |
| 2007      | тф  | Бумажные змеи                | Les cerfs-volants                  |                           |
| 2006      | ф   | Прекрасное чудовище          | La belle bête                      | Патрик                    |
| 2005      | ф   | C.R.A.Z.Y.                   | C.R.A.Z.Y.                         | Зак Болье                 |
| 1995      | кор | Волшебный цветок             | Les fleurs magiques                | Диджей                    |
| 1994      | ф   | Богоявление                  | La fête des rois                   | Бенджамин                 |
| 1993—1996 | с   | Отважные                     | Les intrépides                     | Nellito                   |
| 1992      | ф   | Окна                         | La fenêtre                         |                           |
| 1992      | ф   | Моя сестра, моя любовь       | Ma soeur, mon amour                | Джером                    |
| 1991      | ф   | Неллиган                     | Nelligan                           | ребёнок                   |
| 1990—2005 | с   |                              | Watatatow                          | Карл                      |